# هيروشي إيتشيهارا
هيروشي إيتشيهارا (باليابانية: 市原 大嗣) (24 أبريل 1987 في اليابان – )؛ هو لاعب كرة قدم ياباني سابق كان يلعب كمدافع.

## وصلات خارجية
- هيروشي إيتشيهارا على موقع رابطة كرة القدم اليابانية للمحترفين (اليابانية)
- هيروشي إيتشيهارا على موقع قاعدة بيانات كرة القدم.إي يو (الإنجليزية)
- هيروشي إيتشيهارا على موقع Soccerway.com (الإنجليزية)
- هيروشي إيتشيهارا على موقع عالم كرة القدم.نت (الإنجليزية)